# Иван Попов (социолог)
Вижте пояснителната страница за други личности с името Проф. д-р Иван Попов.
Проф. Иван Димитров Попов е български философ и социолог. Професор, доктор по философия.Той е един от основоположниците на емпиричната българска социология.

## Биография
Роден е на 4 януари 1930 г. в София. Завършва философия в Софийския държавен университет през 1954 г. В периода 1959-1962 г. – аспирантура в Москва, като през 1962 г. защитава дисертация и става кандидат на философските науки (днес – доктор по философия).

### Кариера
От 1948 г. работи в Спортната организация на дружество „Академик“. От 1954 г. е асистент във ВВМИ – София. В периода 1962-1967 г. е научен сътрудник в БАН. През 1967 г. е назначен за директор на издателство „Народна младеж“. През 1968 г. става отговорен секретар на Съюза на българските писатели. От 1968 г. е преподавател, а от 1972 до 1973 г. и доцент в АОНСУ. В периода 1973-2004 г. е съветник-експерт в МВР с чин полковник и ранг на зам.началник на Централно информационно организационно управление (ЦИОУ) на МВР и преподавател във Висш институт за подготовка на офицери и научноизследователска дейност (ВИПОНД) на МВР, където през 1986 г. е избран и за професор. Активно работи и отстоява позицията ВИПОНД да получи статут и се преобразува в университет с името Академия на МВР (юни 2002 г.). Участва и ръководи институционалната акредитация на Академията на МВР. Между 2004 и 2006 г. е преподавател във Военна академия „Г. С. Раковски“, а между 2006 и 2008 г. - в УНИБИТ в София.
Член на СНС на ВАК по организация и управление извън сферата на материалното производство (вътрешен ред и сигурност) от основаването му на 12.02.1998 г. Член на Научна комисия на ВАК по „Обществени науки“ от 2000 г. до 2003 г. Зам.-председател на Комисията на ВАК по военни и военноинженерни науки от 2002 г. до 2005 г. Член на СНС на ВАК по Информационни науки и наукознание от 2005 г. Член на СНС на ВАК по военни науки от 2006 г. Председател на СНС по „Национална сигурност и военни науки“ при ВАК.

### Научна специализация
- „Организация и управление извън сферата на материалното производство“
- „Социология“
- „Наукознание. Философия“
- „Правна социология и правна информатика“

### Лекционни курсове
- Социология
- Социология, информация, сигурност
- Методология на информационната сигурност
- Информационна цивилизация
- Духовност и сигурност
- Глобализация и сигурност

## Научни публикации
- Социология, информация, управление — монография, изд. на Академия на МВР.
- Социология, сигурност, информация — монография, изд. на Академия на МВР.
- Духовност и информационна цивилизация — студия, електронно издание, УНИБИТ.
- Христоматийно издание върху творчеството на Алвин Тофлър и др. – електронно издание, подадена за печат в УНИБИТ, 2007.
- Социални, социологически и информационни понятия и категории — студия, електронно издание на УНИБИТ, 2007.
- Концепция и политика за информационна сигурност — монография, в съавторство с проф. Стоян Денчев и проф. Цветан Семерджиев, 2007.
- Организационни аспекти на информационната сигурност — монография, в съавторство с проф. Стоян Денчев и проф. Цветан Семерджиев, 2007-2008.